# Reineris Salas
Reineris Salas (født 17. marts 1987) er en cubansk bryder, der konkurrerer i fristil.
Han repræsenterede Cuba under sommer-OL 2016 i Rio de Janeiro, hvor han blev elimineret i omkampen.
Under sommer-OL 2020 i Tokyo, som blev afholdt i 2021, vandt han bronze.